# Scaptomyza mumfordi
Scaptomyza mumfordi är en tvåvingeart som beskrevs av Malloch 1933. Scaptomyza mumfordi ingår i släktet Scaptomyza och familjen daggflugor. Inga underarter finns listade i Catalogue of Life.